# بلاجا ديميتروفا
بلاجا ديميتروفا (بالبلغارية: Блага Николова Димитрова)‏ (و. 1922 – 2003 م) هي شاعرة، وكاتب عمومي، وكاتبة من بلغاريا .

## التعليم
تعلمت في جامعة صوفيا.

## روابط خارجية
- بلاجا ديميتروفا على موقع IMDb (الإنجليزية)
- بلاجا ديميتروفا على موقع الموسوعة البريطانية (الإنجليزية)
- بلاجا ديميتروفا على موقع ميوزك برينز (الإنجليزية)
- بلاجا ديميتروفا على موقع قاعدة بيانات الفيلم (الإنجليزية)